# Muscoli faringei
I muscoli faringei sono un gruppo di muscoli striati che formano la faringe, determinando la forma del suo lume e influenzando le sue proprietà sonore. I muscoli faringei si contraggono spingendo il cibo nell'esofago. I muscoli si trovano all'interno della faringe, compresi tra tonaca avventizia e fibroelastica, sono costrittori ed elevatori e hanno due strati: lo strato circolare esterno e lo strato longitudinale interno.

## Strato circolare
Lo strato circolare esterno comprende:
- Muscolo costrittore superiore: origina dal margine dorsale della lamina pterigoidea mediale, dal rafe pterigomandibolare, dalla linea miloioidea, dal muscolo genioglosso (alla radice della lingua), decorre in senso trasversale medialmente verso il basso inserendosi su un rafe fibroso mediano, posto sulla faccia posteriore. Permette l’elevazione della parete posteriore ed è costrittore della rinofaringe.
- Muscolo costrittore medio: di forma triangolare origina con la base nel rafe fibroso, si interseca superiormente con il superiore, per poi portarsi in corrispondenza della corna dell’osso ioide. Permette la costrizione dell’orofaringe.
- Muscolo costrittore inferiore: il più esteso dei tre, di forma trapezoidale, origina dalla cartilagine tiroide, andandosi ad inserire posteriormente sul rafe fibroso. Permette la costrizione della laringofaringe ed eleva la laringe.

## Strato longitudinale
Lo strato longitudinale comprende:
- Muscolo stilofaringeo: origina dalla faccia interna del processo stiloideo, si dirige mediamente prendendo contatto con i costrittori sup. e medio, inserendosi in parte nel rafe mediano, nella cartilagine tiroide e cricoide della laringe.
- Muscolo palatofaringeo: origina dalla faccia posteriore dell’aponeurosi palatina, dall’uncino pterigoideo e dalla lamina mediale della cartilagine della tuba uditiva; si porta in basso e in fuori, con fasci mediali e laterali, i primi si inseriscono sul rafe mediano, i secondi sulla cartilagine tiroide. Costituente dell’arco faringopalatino, permette l’elevazione della faringe, della laringe, la dilatazione delle tube uditive e avvicina gli archi faringopalatini.
- Muscolo salpingofaringeo